# Пратт (узел)
Пратт (от англ. Pratt Knot) — асимметричный галстучный узел. Подходит для завязывания галстука из плотного материала (шерсть). Сочетается с формами воротников: «Акула», «Кент», «Баттен-даун». Имеет отличительный плоский вид. Нераспускающийся (если узкий конец галстука вынуть из узла, узел сохранит свою форму), завязывают с изнаночной стороны галстука.
Придуман Джерри Праттом (Jerry Pratt) в 1950-х годах, в 1986 году популяризирован известным американским тележурналистом Доном Шелби (Don Shelby), в телепрограмме которого на телеканале WCCO-TV (Миннеаполис) 92-летний Пратт показал этот узел. Для правильного завязывания узла галстук должен быть вывернут наизнанку, завязывание узла начинается пропусканием широкого конца галстука под узким. Узел «Пратт» является менее выпуклым, чем узел «Виндзор» и более симметричным, чем узлы «Четвёрка» и «Полувиндзор».

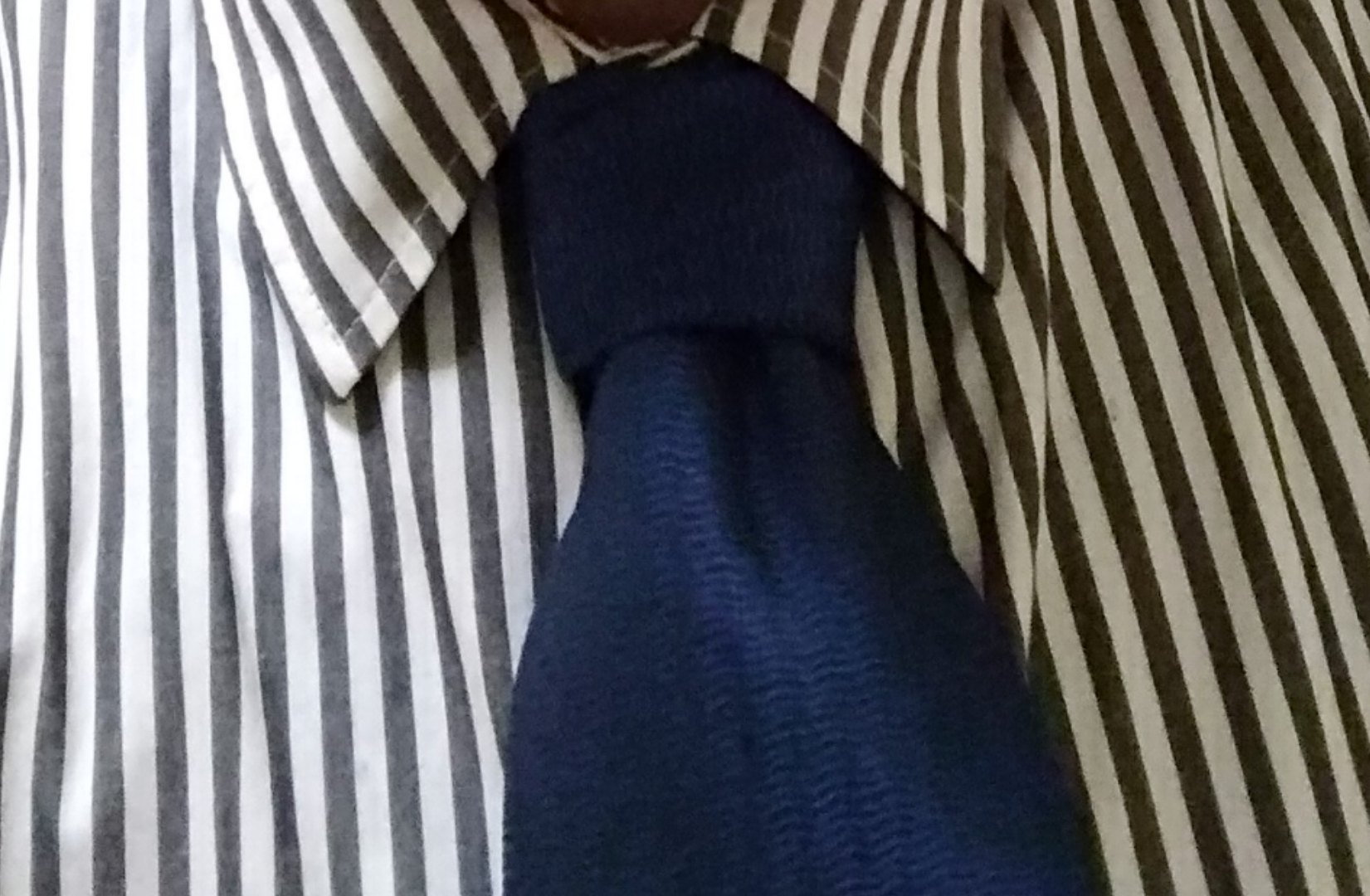
узел «Пратт»

## Способ завязывания

1. Расположить галстук изнаночной стороной наружу. Скрестить концы галстука таким образом, чтобы широкий конец галстука находился под узким и был направлен вправо.
2. Продеть широкий край через шейную петлю сверху вниз (полуузел). Плотнее затянуть соединение (по словам самого популяризатора узла Дона Шелби).
3. Провести широкий конец галстука над узким, справа налево (оборот). Продеть широкий край через шейную петлю снизу вверх (второй полуузел). Вдеть широкий конец в ушко.
4. Расправить и затянуть узел.

## Признаки
Плюсы
- Узел — прост
- Подходит для галстуков из плотного материала
- Образует стильную отличительную плоскую ромбовидную форму (в отличие от других узлов)

Минусы
- Слегка асимметричен
- Необходим плотный материал галстука (на тонком материале узел — мал)
- Без галстучной булавки может быть видна изнаночная сторона узкого конца галстука[9]